# Thái Hòa (Hanoi)
Thái Hòa is een xã in het district Ba Vì, een van de districten in de Vietnamese hoofdstad met provincierechten Hanoi. Thái Hòa heeft ruim 7500 inwoners op een oppervlakte van 5,63 km².

## Geografie en topografie
Thái Hòa ligt op de oostelijke oever van de Đà, een rivier, die stroomt vanaf het Hòa Bìnhmeer in Hòa Bình naar het noorden om ter hoogte van Phong Vân in de Rode Rivier te stromen.
Aangrenzende xã's zijn Xuân Lộc, Hồng Đà, Phong Vân, Phú Đông, Đồng Thái en Phú Sơn. In het westen grenst Thái Hòa aan huyện Thanh Thủy en Tam Nông in Phú Thọ.

## Verkeer en vervoer
De belangrijkste verkeersader is de quốc lộ 32. Deze ruim 400 kilometer lange weg gaat door de provincies Hanoi, Phú Thọ, Yên Bái en Lai Châu. In xã Sơn Bình in huyện Thanh Thủy sluit deze weg aan op quốc lộ 4D. Een imposant bouwwerk is de Trung Hàbrug in de quốc lộ 32 over de Đà.